# Карле, Мария Лурдес
Мария Лурдес Карле (исп. María Lourdes Carlé; род. 10 февраля 2000, Деро, Буэнос-Айрес) — аргентинская профессиональная теннисистка. Победительница четырёх турниров WTA 125 (1 — в одиночном разряде); победительница восемнадцати турниров ITF (13 — в одиночном разряде). Двукратный призёр Панамериканских игр (2023).

## Общая информация
Родилась 10 февраля 2000 года в аргентинском городе Деро (провинция Буэнос-Айрес).

## Спортивная карьера
В 2017—2024 годах стала победительницей тринадцати турниров ITF в одиночном разряде.
В 2017—2022 годах стала победительницей ещё пяти турниров ITF в парном разряде.

### 2023—2024
В конце апреля 2024 года участвовала в турнире WTA 1000 «Mutua Madrid Open» в Мадрид (Испания), куда она пробилась через квалификацию и во втором раунде соревнований в двух сетах победила соперницу из Топ-20 — россиянку Веронику Кудерметову, но в третьем круге она проиграла опытной латышке Елене Остапенко со счётом: 3-6, 3-6.
В начале июня 2024 года участвовала в одиночном разряде Открытого чемпионата Франции, где она в первом раунда проиграла опытной бельгийке Элизе Мертенс со счётом: 3-6, 6-7.
Она также вместе с французской тенниской Дианой Парри участвовала в парном разряде этого турнира, где она в первом раунда проиграла Марии Боузковой и Саре Соррибес Торме со счётом: 4-6, 2-6.

## Итоговое место в рейтинге WTA по годам
| Год  | Одиночный рейтинг | Парный рейтинг |
| 2024 | 95                | 124            |
| 2023 | 153               | 460            |
| 2022 | 161               | 175            |
| 2021 | 262               | 225            |
| 2020 | 440               | 644            |
| 2019 | 679               | 819            |
| 2018 | 865               | —              |
| 2017 | 727               | 1080           |